# Sterling Trucks
Sterling Trucks – amerykański producent samochodów ciężarowych z siedzibą w Redford, w stanie Michigan, należący do koncernu Daimler AG.
Sterling był początkowo marką niezależnego przedsiębiorstwa produkującego ciężarówki, założonego w 1907 roku jako Sterling Motor Truck Company. W 1951 przedsiębiorstwo zostało wykupione przez White Motor Company, a w 1958 marka Sterling ostatecznie zniknęła z rynku. Marka pojawiła się ponownie w 1998 roku, utworzona przez koncern DaimlerChrysler AG (obecnie Daimler AG).